# Louis Herman De Koninck
Louis Herman De Koninck (n. 31 martie 1896 – d, 21 octombrie 1984) a fost un arhitect, designer și realizator de interioare belgian. Unul din arhitecții belgieni de frunte, respectiv unul dintre cei care a influențat semnificativ arhitectura secolului 20, De Koninck, care fusese la începuturile carierei un aderent al stilului Art Deco, a creat ulterior o formă originală de modernism și constructivism arhitectural. Un practician și în nici un caz un teoretician, L. H. De Koninck și-a bazat modalitatea sa de design pe baza înțelegerii profunde a arhitecturii populare creată de fermierii belgiani care locuiau de-a lungul coastei marine.

## Activitate profesională
În 1929 devine membru al secției belgiene a CIAM, acronimul pentru Congrès International d'Architecture Moderne, organizație internațională a arhitecților mișcării moderniste, actualmente defunctă din 1958.

### Case
- 1924, Casa De Koninck, casa personală a arhitectului, Avenue Fond'roy 105, 1180 Bruxelles; propusă pentru un model de casă minimalistă la Expoziția CIAM de la Frankfurt am Main, 1929
- 1926, Casa Lenglet, Avenue Fond'roy 103, 1180 Bruxelles, premiul IV Van de Ven din 1929, publicat în La Cite Nr. 09, 1929; Stein-Holtz-Eisen, Frankfurt, Nr34, 1929;  Bauwarte, Coln, Nr 33, 1929; ...
- 1929, Casa Haverbeke, Avenue Brassine, Bruxelles
- 1931, Villa Canneel, Avenue I. Gerard, Bruxelles. Le Corbusier realizase un proiect pentru Casa Canneel, care a fost înlocuit cu cel al lui De Koninck. Din păcate, casa a fost distrusă în 1970.
- 1932, Ph. Dotremont House, rue de l'echevinage, Bruxelles. Un exemplu minunat al arhitecturii realizate de către De Koninck, construită pentru un colecționar de artă bogat, aflată încă în condiția originală.
- 1934, Villa of the Docteur Ley, avenue Prince d'Orange, Brussels. An application of Le Corbusier's building principles.
- 1934, Villa Nisot, Sint-Genesius-Rode.
- 1936, Workshop for the sculptor Puvrez, avenue du Prince d'Orange, Bruxelles.
- 1936, Group of 6 small houses, 5 flats and 1 shop, Coghen Square, Brussels.
- 1936, Villa Berteaux, avenue du Fort Jaco, Bruxelles. A powerful example of a modernist frontage composition.
- 1937, Villa of Mr Nice, "Villa Paquebot", Le Zoute.
- 1938, Engineer Franck's House. avenue de l'Uruguay, Bruxelles.
- 1949, Sea Bungalows for Mr Gobert, Oostduinkerke.
- 1951, Villa "Les Acacias", avenue des Hautes Dunes, Coxyde.
- 1965, Gobert's House, avenue Fabiola, Sterrebeek.
- 1968, W De Koninck's Building, avenue Louise, Bruxelles.  8 levels building with imaginative building principles.

### Mobilier, sticlărie, tapiserii
De Koninck has been a very creative a talented creator of furnitures, glass works, tapestries, for his own houses.
1930, He has been the main designer of the CUBEX kitchen, a truly innovative modular and standardized kitchen furniture system, which was a collective creation of the Belgian Members of the CIAM.
These Rational Kitchens, have been very popular in the bourgeoisie and installed in many houses in Belgium, they have been discontinued in the late 60's.

## Expoziții recente
Several exhibitions have been held 
2006, Modernism, Victoria & Albert Museum, London
Although not an exhibition on himself, LH De Koning's Canneel house was amongst the few large scale picture displayed at the exhibition